# Neoboletus
Genre
Neoboletus est un genre de champignons de la famille des Boletaceae.

## Description
Le basidiome est stipité-pileux avec un hyménophore tubulaire, épigé, évelé ; le pileus est convexe à applanique, brun baie, brun datte, brun olive, brun rougeâtre à rouge sang, ochracé ou jaune, opaque, sec, velouté à subtomenteux ; l'hyménophore est poroïde, adné ou légèrement déprimé autour de l'apex du stipe ; les tubes sont jaunes à brun olivâtre ; les pores sont orange rougeâtre, rouge sang à brun rougeâtre, orange jaunâtre ou jaunes ; le stipe est central, solide, jaunâtre, orné de ponctuations rougeâtres à brun rougeâtre ou jaunes bien visibles sur toute la surface, ou au moins dans la partie supérieure, parfois réticulé, avec ou sans base strigosée ; le contexte est ferme, jaune pâle à jaune vif ; les tissus deviennent rapidement bleu foncé lorsqu'ils sont blessés ou exposés ; le goût est doux ; l'empreinte des spores est brun olive ; les basidiospores sont lisses, subfusiformes à ellipsoïdales à ellipsoïdales-fusoïdes ; il y a la présence de pleuro-, chéilo- et caulocystides ; le pileipellis a un trichoderme subparallèle ou entrelacé tendant vers un cutis ; le trama hyménophoral est bilatéral-divergent de type Boletus ; la strate latérale du stipe est de type boletoïde sous un caulohymenium fertile ; les connexions de pinces sont absentes ; le contexte du stipe est inamyloïde ; le développement ontogénétique est gymnocarpique.

## Systématique
Ce genre a été décrit en 2014 par les mycologues italiens Matteo Gelardi (d), Giampaolo Simonini (d) et Alfredo Vizzini (d). Boletus luridiformis Rostk., 1844 est l'espèce holotype, renommée Neoboletus luridiformis (Rostk.) Gelardi, Simonini & Vizzini, 2014. L'épithète neoboletus (du latin neo = « nouveau ») se réfère aux affinités morphologiques de ce genre avec les autres genres boletoïdes.

## Liste des espèces
Selon MycoBank (18 novembre 2023) :
- Neoboletus antillanus Angelini, Gelardi, Costanzo & Vizzini, 2019
- Neoboletus brunneissimus (W.F.Chiu) Gelardi, Simonini & Vizzini, 2014
- Neoboletus erythropus (Pers.) C.Hahn, 2015
- Neoboletus ferrugineus (G.Wu, F.Li & Zhu L.Yang) N.K.Zeng, H.Chai & Zhi Q.Liang, 2019
- Neoboletus flavidus (G.Wu & Zhu L.Yang) N.K.Zeng, H.Chai & Zhi Q.Liang, 2019
- Neoboletus flavosanguineus (Lavorato & Simonini) Biketova, Wasser, Simonini & Gelardi, 2021
- Neoboletus hainanensis (T.H.Li & M.Zang) N.K.Zeng, H.Chai & Zhi Q.Liang, 2019
- Neoboletus immutatus (Pegler & A.E.Hills) Blanco-Dios, 2018
- Neoboletus infuscatus N.K.Zeng, S.Jiang & Zhi Q.Liang, 2021
- Neoboletus junquilleus (Quél.) Gelardi, Simonini & Vizzini, 2014
- Neoboletus luridiformis (Rostk.) Gelardi, Simonini & Vizzini, 2014
- Neoboletus magnificus (W.F.Chiu) Gelardi, Simonini & Vizzini, 2014
- Neoboletus multipunctatus N.K.Zeng, H.Chai & S.Jiang, 2019
- Neoboletus obscureumbrinus (Hongo) N.K.Zeng, H.Chai & Zhi Q.Liang, 2019
- Neoboletus praestigiator (R.Schulz) Svetash., Gelardi, Simonini & Vizzini, 2016
- Neoboletus pseudosulphureus (Kallenb.) Klofac, 2015
- Neoboletus rubriporus (G.Wu & Zhu L.Yang) N.K.Zeng, H.Chai & Zhi Q.Liang, 2019
- Neoboletus sanguineoides (G.Wu & Zhu L.Yang) N.K.Zeng, H.Chai & Zhi Q.Liang, 2019
- Neoboletus sanguineus (G.Wu & Zhu L.Yang) N.K.Zeng, H.Chai & Zhi Q.Liang, 2019
- Neoboletus sinensis (T.H.Li & M.Zang) Gelardi, Simonini & Vizzini, 2014
- Neoboletus thibetanus (Shu R.Wang & Yu Li) Zhu L.Yang, B.Feng & G.Wu, 2015
- Neoboletus tomentulosus (M.Zang, W.P.Liu & M.R.Hu) N.K.Zeng, H.Chai & Zhi Q.Liang, 2019
- Neoboletus venenatus (Nagas.) G.Wu & Zhu L.Yang, 2015
- Neoboletus xanthopus (Klofac & A.Urb.) Klofac & A.Urb., 2014

## Publication originale
- (en) A. Vizzini, « Nomenclatural novelties », Index Fungorum, no 192,‎ 2014, p. 1 (ISSN 2049-2375, lire en ligne  [PDF], consulté le 18 novembre 2023)